# Zelená armáda
Zelená armáda (rusky Зеленоармейцы, jinak též зелёные люди, зелёные повста́нцы, зелёные партизаны, Зелёное движение, Третья сила) je název kontrarevoluční skupiny za Říjnové revoluce a ruské občanské války, prosazující myšlenky ukrajinského nacionalismu a separatismu.[zdroj?]
Tato armáda bojovala převážně v jižní části Ruska, na Krymu a na jižní Ukrajině.
Největší součástí Zelené armády byli ozbrojenci proslulého antisemitského atamana Grigorjeva, bojující na jižní Ukrajině, Kubáni a u Černého moře proti bělogvardějcům generála Děnikina roku 1919, a často označováni pro svou spolupráci s Rudou armádou jako rudo-zelená armáda. Tyto polovojenské bandy se později roku 1920 spojily s Krymskou povstaleckou armádou a dále bojovaly společně s Rudou armádou proti bělogvardějcům generála Wrangela. 
Zelená armáda zanikla koncem roku 1920, kdy se některé části (rudo-zelená armáda) spojily s Rudou armádou a zbytek s bělogvardějci.